# Emma Tusell Sánchez
Emma Tusell Sánchez (1980, Madrid, Espanha) é uma editora/montadora, argumentista/roteirista e realizadora/diretora de cinema espanhola.

## Biografia
Emma Tusell nasceu numa família ligada ao mundo do cinema. O seu avô paterno, Jordi Tusell Coll, foi o primeiro diretor da produtora de cinema Estela Filmes, fundada a 12 de fevereiro de 1948 em Espanha, que ainda continua no ativo e é a produtora espanhola em funcionamento mais antiga no país. O seu pai, Félix Tusell Gómez, trabalhava como diretor na produtora na década de 1970 e terminou adquirindo-a. A sua mãe, Mercedes Sánchez Rau, era figurinista e cenógrafa, tendo sido galardoada com o Prêmio Goya pelo Melhor Guarda-Roupa com o filme ¡Ay, Carmela! de Carlos Saura. E o seu irmão, Félix Tusell Sánchez, dirige a empresa. Emma é sócia da produtora, como seus irmãos Anna e Félix.
Emma Tusell estudou direcção no Instituto de Cinema de Madrid e, posteriormente, na Escola de Cinematografía e do Audiovisual da Comunidade de Madrid (ECAM), onde se graduou no ano de 2003, obtendo a especialização em Edição (Montagem Cinematográfica). Após ter frequentado um workshop documental em Cuba, especializou-se na criação de documentários.
Trabalhou como montadora de filmes em títulos como Magical Girl (2014), de Carlos Vermut, vencedor da Concha de Ouro e da Concha de Prata na categoria de Melhor Diretor na 62.ª edição do Festival Internacional de Cinema de San Sebastián, e Tempo depois (2018), de José Luis Sensata. Como documentalista trabalhou com os diretores espanhóis Víctor Arrepie, José Luis Guerín e Elías León Siminiani. Como roteirista criou projectos como Musarañas.
Em 2006 estreou-se na direcção com o filme La habitación de Elías, uma longa metragem híbrida, entre ficção e documentário, conectando com o seu próprio passado familiar, linha que seguiu explorando na obra Video Blues, que recebeu o Prêmio Biznaga de Prata Mulheres em Cena para Melhor Documentário no Festival de Málaga de 2021.

## Filmografia
Como montadora/editora:
- 2022 Mantícora
- 2021 Viaje a alguna parte (documentário)
- 2019 Video Blues (documentário)
- 2018 Tiempo después
- 2016 La caja vacía
- 2014 Epitafios (curta-metragem)
- 2014 Magical Girl
- 2013 El hombre y la música (documentário)
- 2013 Vekne hleba i riba (curta-metragem)
- 2011 La curva de la felicidad
- 2011 Sobre la misma tierra (documentário)
- 2011 Carne cruda
- 2010 Cierre noche (curta-metragem)
- 2010 Cuando Hollywood estaba en la Gran Vía (documentário)
- 2009 Burbuja (curta-metragem)
- 2008 Hobby (documentário)
- 2008 Crónicas del corta-pega (documentário)
- 2006-2008 Madrid crea (série documental de televisião - 8 episódios)
- 2007 Suave es la noche (curta-metragem)
- 2007 Made in Japan (curta-metragem)
- 2004 Il Miracolo Spagnolo (documentário)
- 2004 Terrones (curta-metragem)

Como roteirista:
- 2019 Video Blues (documentário).
- 2014 Musarañas (ideia original).
- 2006-2008 Madri crea
- 2006 La habitación de Elías

Como diretora:
- 2019 Video Blues (documentário).
- 2006-2008 Madri crea
- 2006 La habitación de Elías